# Modiano
Annak ellenére, hogy termékei már 1947 óta nem kaphatóak, a Modiano márkanév a mai napig híres. Ezt a kiváló minőségű cigarettapapírjainak, cigarettáinak, de leginkább a saját korában szokatlan, hatalmas reklámhadjáratnak köszönheti.
A cigarettapapírt és -hüvelyt gyártó céget 1868-ban Triesztben alapította a szaloniki születésű Saul David Modiano. A termékskálába egyéb papíráruk és játékkártyák is bekerültek. Az első magyarországi gyárat Fiumében építették. A növekvő kereslet kielégítésére később több gyárat alapítottak Magyarországon és más országokban is. 1931-ben modern épületbe, a Váci útra került a gyár (Váci út 48/E).
Manapság már tilos dohányárut reklámozni, ez nem volt mindig így. 1922-től hatalmas reklámkampányba fogtak. Mindig más és más művészt bíztak meg újsághirdetések és plakátok tervezésével.

## A plakátművészetben

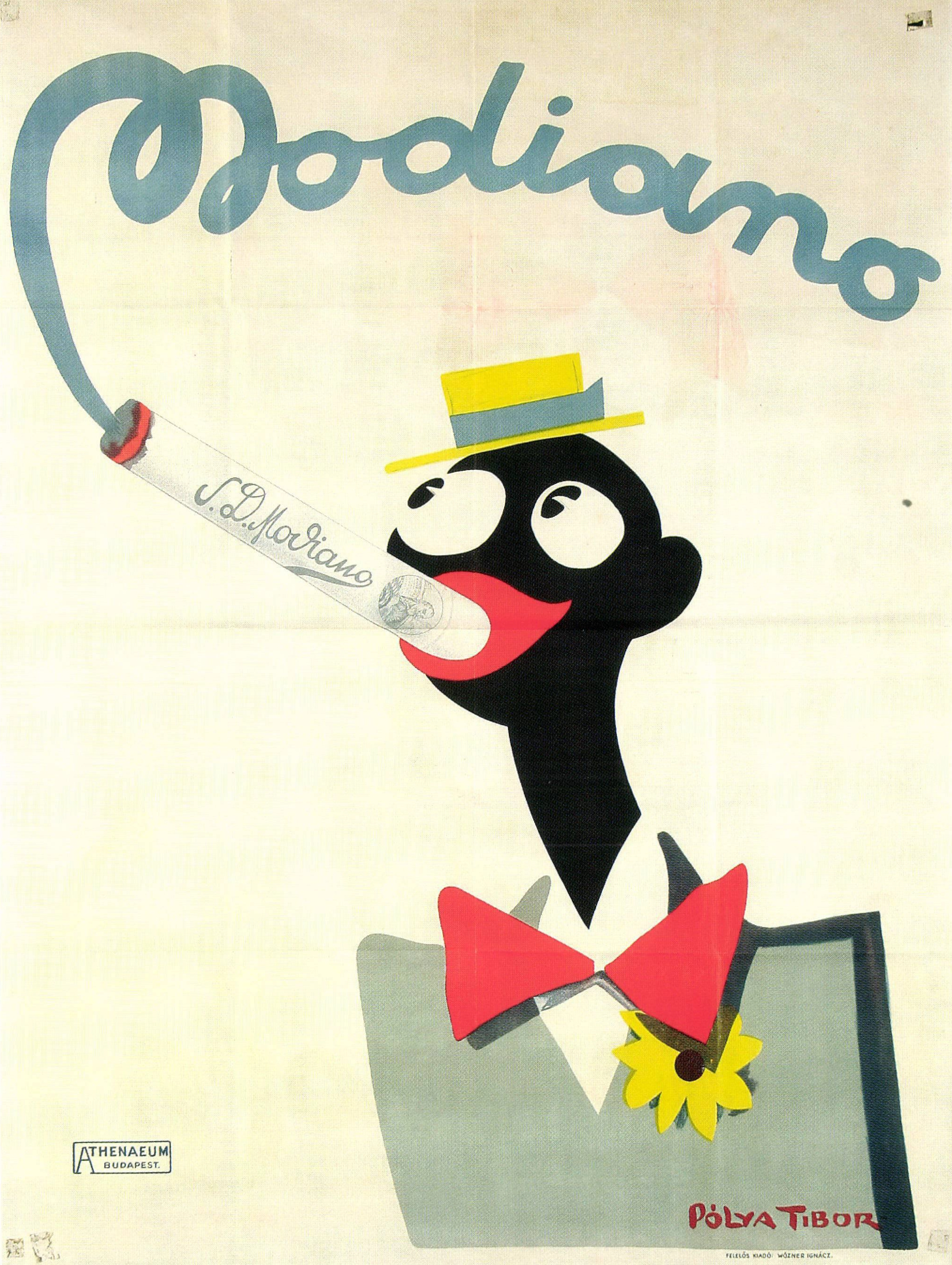
Pólya Tibor grafikája

A két világháború közötti Magyarországon a legnevesebb grafikusokkal készítette plakátjait a Modiano. Ezek a kor legprogresszívebb stílusaiban készültek. A műremek értékű plakátgrafikák olykor ma is előkerülnek, még reprint plakátként is. 
Az első nálunk ismertté vált plakát újságolvasó, cigarettázó úr képe. A görög reklámfőnök szabad kezet adott a művészeknek, ami gyakorta bátor plakátokhoz vezetett. Például Kónya Zoltán egyik plakátján csak egy cigarettából és a füstjéből kialakuló Modiano-felirat van.
A humor egyike volt a Modiano eszköztárának. A plakátok mindig a megbízott grafikus egyéni látásmódjához alkalmazkodtak. Bortnyik Sándor első Modianóján csak maga a Modiano névfelirat látható, és az M betű szárai egymástól gyújtanak rá. Egy másik Bortnyik-plakáton egy hirdetőoszlopon van egy újságolvasó figura, melyet egy  cigarettázó alak nézeget. Bíró Mihály viszont az egzotikus Keletet célozta meg plakátján. Pólya Tibor képén fekete fickó tolja a szájába a staubot. Molnár C. Pál képén finom és elegáns nagyvárosi nő cigarettázik. Irsai István viszont parasztlegényt rajzolt nemzeti irányvonalként.
Számos modernista remekmű maradt emlékezetes a Modiano tevékenységének hála. Bortnyik Sándor, Berény Róbert, Irsai, Lányi, Richter Aladár, Vasarely és mások grafikai munkássága kijelölte a színvonalat.

## Az irodalomban
Egy Modiano-cigarettapapír elszakadt a címe József Attila és Illyés Gyula közös szonettjátéka egyik darabjának.

## Végjáték
A gyárat a II. világháború után államosították.